# Casa Manuel de Figuerola
|  | No s'ha de confondre amb Casa Casimir Rull. |

La casa Manuel de Figuerola és un edifici situat al carrer de Lledó, 15 de Barcelona, catalogat com a bé cultural d'interès local.

## Història
El 1664, la finca va ser establerta en emfiteusi pel jurista Josep de Boixadors i de Casademunt a Baltasar d'Oriol i Marcer. El 1745, Josep d'Oriol i Tort la vendre al comerciant i flequer Oleguer Guitart i Gorch, que aquell mateix any, va adquirir el castell i el lloc d'Enfesta, incloent-hi el seu molí fariner, a Maria d'Aguilar, baronessa de Segur, i al seu fill Ramon de Copons i d'Aguilar, convertint-se així en senyor jurisdiccional d'aquest lloc i de la quadra de Mantellí. El 1779, va demanar permís per a obrir una porta d'accés per a una botiga a la seva casa. Casat amb Maria Teresa Gassol, a la seva mort el 1782 fou succeït per la seva filla Gertrudis, casada amb Pau Ignasi d' Agustí i Fatjó.
L'hereva fou Teresa d'Agustí i Guitart, que el 1805 va demanar permís per a reformar la façana sota la direcció del mestre de cases Pau Cortès. Casada amb el militar Manuel de Figuerola i Fanales, fou succeïda pel seu fill Manuel de Figuerola i d'Agustí-Guitart (1806-1891), que el 1857 va encarregar-ne la reforma a l'arquitecte Josep Buxareu, i el 1872 fou rehabilitat com a comte de Figuerola pel rei Amadeu I.

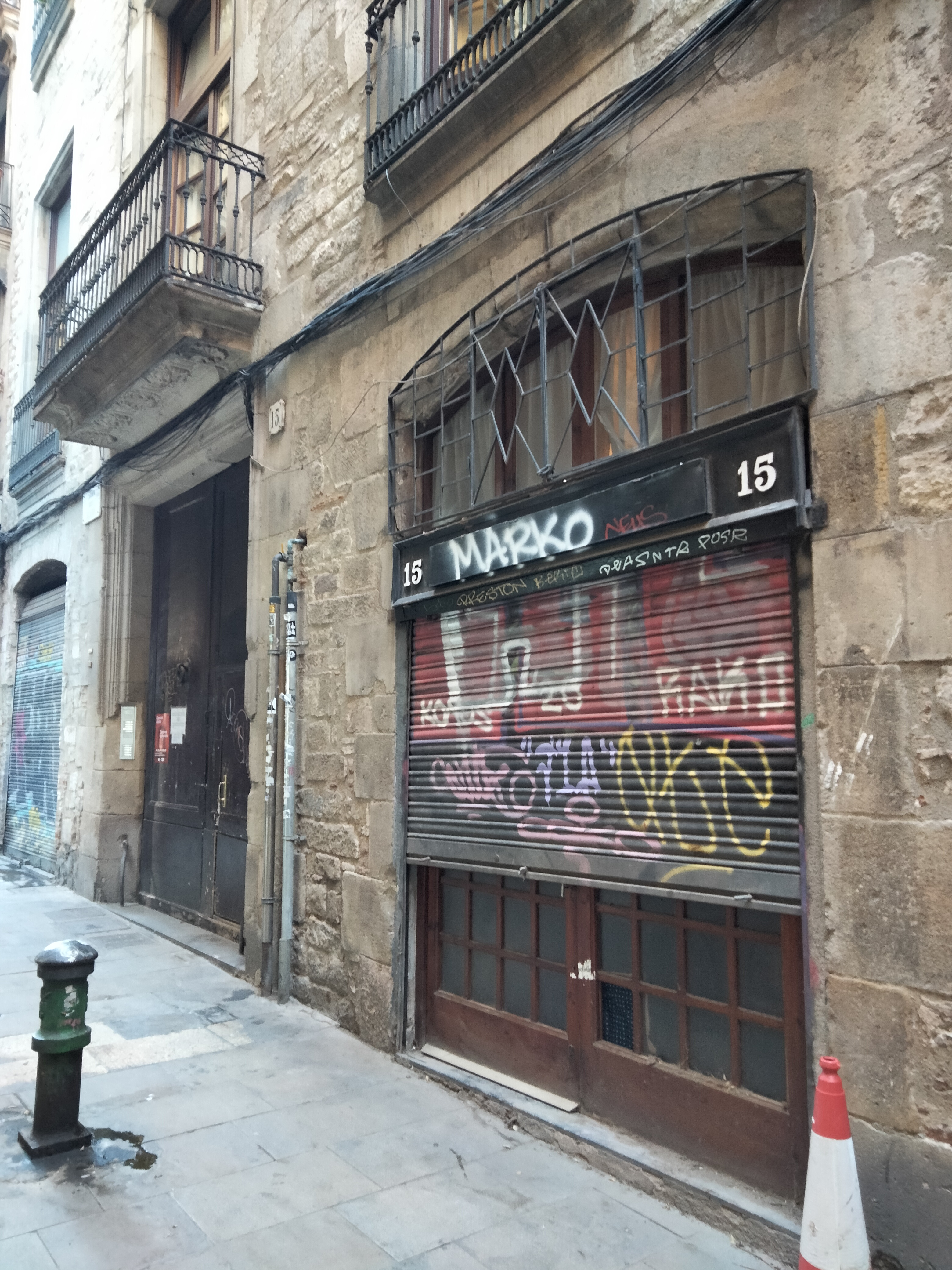
Portals

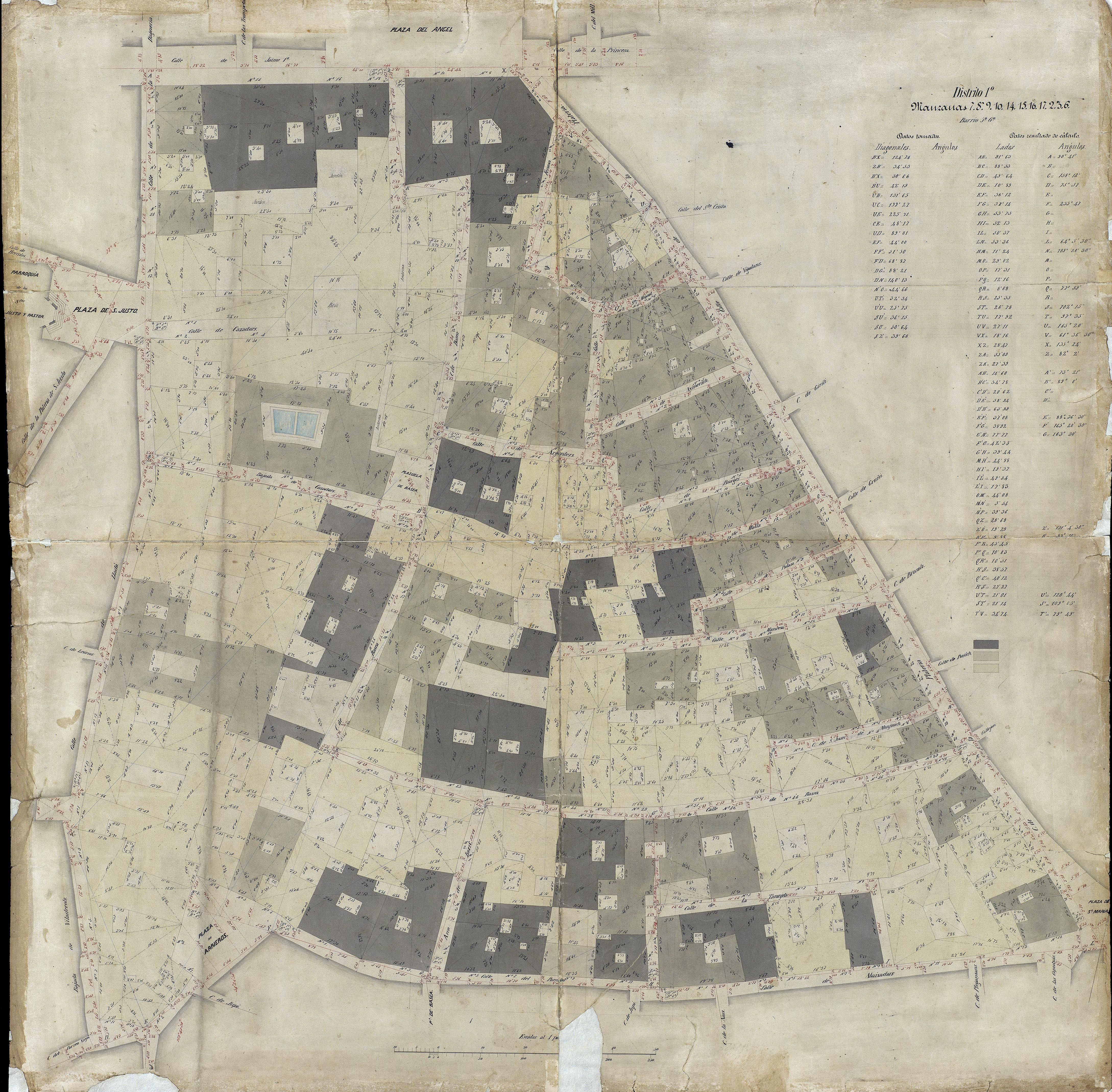
Quarteró núm. 16 de Garriga i Roca (c. 1860)

## Descripció
Es tracta d'un edifici amb uns baixos no comercials (probablement destinats a magatzem), quatre pisos i un àtic. El primer pis acull una biblioteca infantil. Fou completament remodelat al segle xix i sobreaixecat un pis en una data indeterminada encara més recent.
Dos arcs escarsers flanquegen la porta principal d'arc pla ricament motllurat. El balcó del seu damunt, tot i la barana decimonònica, conserva la llosana de pedra, també amb motllures, i la part inferior decorada amb petxines i altres ornaments. Rere el portal una volta escarsera dona pas al pati del segle xix amb una curiosa escala amb el segon tram sobre un arc.
A l'interior es conserven importants testimonis d'època medieval, tant als murs (pintura i paraments amb pintura figurativa) com als forjats (enteixinats amb diversa iconografia com escuts), que es podrien datar a la segona meitat del segle xiii.